# العلاقات البنمية التوغوية
العلاقات البنمية التوغولية هي العلاقات الثنائية التي تجمع بين بنما وتوغو.

## مقارنة بين البلدين
هذه مقارنة عامة ومرجعية للدولتين:
| وجه المقارنة                                              | بنما                      | توغو            |
| --------------------------------------------------------- | ------------------------- | --------------- |
| المساحة (كم2)                                             | 74.18 ألف                 | 56.78 ألف       |
| عدد السكان (نسمة)                                         | 4.10 مليون                | 7.80 مليون      |
| الكثافة السكانية (ن./كم²)                                 | 55.27                     | 137.37          |
| العاصمة                                                   | بنما                      | لومي            |
| اللغة الرسمية                                             | اللغة الإسبانية           | لغة فرنسية      |
| العملة                                                    | بالبوا بنمي، دولار أمريكي | فرنك غرب أفريقي |
| الناتج المحلي الإجمالي (بليون دولار)                      | 61.84 مليار               | 4.81 مليار      |
| الناتج المحلي الإجمالي (تعادل القوة الشرائية) بليون دولار | 87.37 مليار               | 10.67 مليار     |
| الناتج المحلي الإجمالي الاسمي للفرد دولار أمريكي          | 13.27 ألف                 | 559             |
| الناتج المحلي الإجمالي للفرد دولار أمريكي                 | 20.89 ألف                 | 1.43 ألف        |
| مؤشر التنمية البشرية                                      | 0.780                     | 0.484           |
| رمز المكالمات الدولي                                      | +507                      | +228            |
| رمز الإنترنت                                              | .pa                       | .tg             |
| المنطقة الزمنية                                           | 00                        | 00              |

## منظمات دولية مشتركة
يشترك البلدان في عضوية مجموعة من المنظمات الدولية، منها:
| علم المنظمة | اسم المنظمة                               | تاريخ انضمام بنما | تاريخ انضمام توغو |
| ----------- | ----------------------------------------- | ----------------- | ----------------- |
|             | يونسكو                                    | 10 يناير 1950     | 17 نوفمبر 1960    |
|             | مؤسسة التمويل الدولية                     | 20 يوليو 1956     | 4 سبتمبر 1962     |
|             | المركز الدولي لتسوية المنازعات الاستشارية | 8 مايو 1996       | 10 سبتمبر 1967    |
|             | منظمة حظر الأسلحة الكيميائية              | ?                 | ?                 |
|             | مؤسسة التنمية الدولية                     | 1 سبتمبر 1961     | 21 أغسطس 1962     |
|             | منظمة التجارة العالمية                    | ?                 | ?                 |
|             | وكالة ضمان الاستثمار متعدد الأطراف        | 21 فبراير 1997    | 15 أبريل 1988     |
|             | الاتحاد البريدي العالمي                   | ?                 | ?                 |
|             | منظمة الشرطة الجنائية الدولية             | ?                 | ?                 |
|             | الأمم المتحدة                             | 13 نوفمبر 1945    | 20 سبتمبر 1960    |
|             | الاتحاد الدولي للاتصالات                  | 14 يوليو 1914     | 14 سبتمبر 1961    |
|             | البنك الدولي للإنشاء والتعمير             | 14 مارس 1946      | 1 أغسطس 1962      |

## وصلات خارجية
- موقع وزارة الخارجية البنمية